# Hilscheid

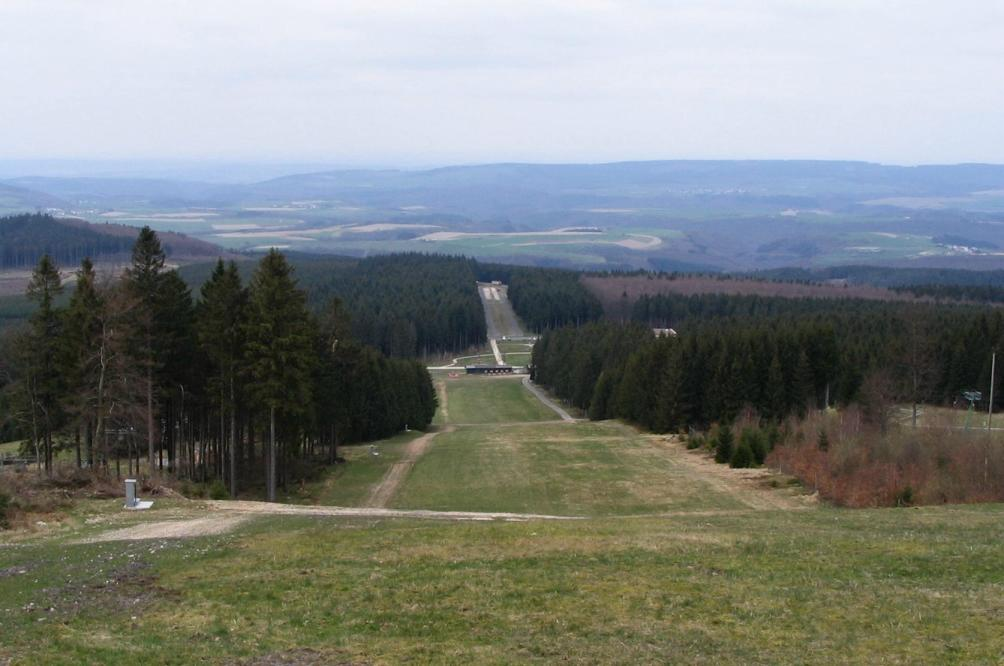
Blick vom Erbeskopf

Hilscheid im Hunsrück ist eine Ortsgemeinde im Landkreis Bernkastel-Wittlich in Rheinland-Pfalz. Sie gehört der Verbandsgemeinde Thalfang am Erbeskopf an.

## Geographie
Der Erbeskopf liegt auf der Gemarkung Hilscheid. Die Gemarkung hat eine Fläche von 1807 ha, davon 1434 ha Wald. Hilscheid ist eine Nationalparkgemeinde im Nationalpark Hunsrück-Hochwald.

## Geschichte
Der Ort war seit dem 12. Jahrhundert Teil der Mark Thalfang. Durch die Wirren der Französischen Revolution kam er 1794 unter französische Herrschaft und wurde 1815 Teil des Königreichs Preußen. Bei feindlichen Angriffen flüchteten die Bürger Hilscheids nach Dhronecken und suchten Schutz in der stark bewehrten, gleichnamigen Burg Dhronecken. Seit 1946 ist der Ort Teil des damals neu gebildeten Landes Rheinland-Pfalz.  
Einwohnerentwicklung
Die Entwicklung der Einwohnerzahl von Hilscheid, die Werte von 1871 bis 1987 beruhen auf Volkszählungen:
| Jahr | Einwohner |
| 1815 | 249       |
| 1835 | 293       |
| 1871 | 268       |
| 1905 | 232       |
| 1939 | 239       |

| Jahr | Einwohner |
| 1950 | 246       |
| 1961 | 225       |
| 1970 | 267       |
| 1987 | 285       |
| 2005 | 270       |

## Politik

### Gemeinderat
Der Gemeinderat in Hilscheid besteht aus sechs Ratsmitgliedern, die bei der Kommunalwahl am 9. Juni 2024 in einer Mehrheitswahl gewählt wurden, und dem ehrenamtlichen Ortsbürgermeister als Vorsitzendem.

### Bürgermeister
Heiko Ennulat wurde am 25. Juli 2019 Ortsbürgermeister von Hilscheid. Bei der Direktwahl am 26. Mai 2019 war er mit einem Stimmenanteil von 79,59 % gewählt worden. Bei der Direktwahl am 9. Juni 2024 wurde er als einziger Bewerber mit 89,3 % für weitere fünf Jahre wiedergewählt.
Ennulats Vorgänger Detlef Haink hatte das Amt 15 Jahre ausgeübt.

### Wappen
Seit dem 23. Januar 1986 führt die Ortsgemeinde Hilscheid ein Wappen.
| Wappen von Hilscheid | Blasonierung: „Schild von eingebogener grüner Spitze, darin eine silberne Schmelzpfanne über silbernen Flammen, gespalten; vorn in silbern eine schwarze Lyra, hinten in Gold ein blaubewehrter roter Löwe.“                                                                                               |
| Wappen von Hilscheid | Wappenbegründung: Auf Silber eine schwarze Lyra als Zeichen der Verbundenheit der Gemeinde mit der Musik. Der rote Löwe ist das Zeichen der Wild- und Rheingrafen. Im eingeschobenen Feld eine Schmelzpfanne mit Flammen für die ehemalige „Eisenschmelze Röderbach“, die auf der Gemarkung Hilscheid lag. |

## Wirtschaft
Hilscheid ist eine ländliche Wohngemeinde mit mehreren landwirtschaftlichen Betrieben.